# Liste der Monuments historiques in Loupiac-de-la-Réole
Die Liste der Monuments historiques in Loupiac-de-la-Réole führt die Monuments historiques in der französischen Gemeinde Loupiac-de-la-Réole auf.

## Liste der Bauwerke
| Bezeichnung         | Beschreibung | Standort | Kennzeichnung | Schutzstatus | Datum | Bild           |
| ------------------- | ------------ | -------- | ------------- | ------------ | ----- | -------------- |
| Kirche Sainte-Croix | Erbaut 1547  | (Lage)   | PA00083607    | Inscrit      | 1925  | weitere Bilder |

## Liste der Objekte
| Bezeichnung | Beschreibung          | Standort                          | Kennzeichnung | Schutzstatus | Datum | Bild |
| ----------- | --------------------- | --------------------------------- | ------------- | ------------ | ----- | ---- |
| Glocke      | Bronze, 1731 gegossen | in der Kirche Sainte-Croix (Lage) | PM33000585    | Classé       | 1942  |      |